# Invaze Rudé armády do Gruzie
Invaze Rudé armády do Gruzie, neboli sovětsko-gruzínská válka, byl vojenský konflikt, který vedlo sovětské Rusko proti první nezávislé Gruzínské republice od 15. února do 17. března 1921. Cílem této kampaně bylo svržení gruzínské menševické vlády a nastolení komunistického režimu v zemi. Svou roli zde sehrála také snaha Rusů získat zpět území Zakavkazska, které ztratili kvůli rozpadu ruského impéria po roce 1917, a snaha gruzínských bolševiků dostat se k moci ve své domovině.
Rusové invazi provedli navzdory uzavřené moskevské dohodě s gruzínskými menševiky z května 1920 a navíc tato invaze neměla plnou podporu moskevské moci. Toto vojenské tažení bylo iniciováno vlivnými gruzínskými bolševiky, vedené Stalinem a Ordžonikidzem, kteří získali den před začátkem invaze (tj. 14. února 1921) od Lenina souhlas s překročením rusko-gruzínské hranice na pomoc údajnému „rolnicko-dělnickému povstání“ v Gruzii. Hned druhý den započala invaze a Rusové 25. února dobyli Tbilisi, v němž vyhlásili Gruzínskou sovětskou socialistickou republiku. Do 17. března se Rusům podařilo ovládnout zbylé území Gruzie. Do konfliktu také zasáhlo sousední Turecko, které s pádem Tbilisi začalo okupovat jihozápadní část tehdejšího gruzínského území, kde žila početná muslimská menšina, což vedlo k ostrému střetu Moskvy a Ankary, který byl vyřešen dohodou z Karsu.

## Příčiny konfliktu

### Nezávislá Gruzie
Gruzie se dokázala díky obratné politice svých menševických vůdců (Nikolaj Čcheidze, Noe Žordanija, Noe Ramišvili a další) vymanit z vlivu ruské moci, která byla ochromena v důsledku Říjnové revoluce z roku 1917 a pozdějších událostí. Gruzínští menševici se nejprve pokusili společně s Armény a Ázerbájdžánci vytvořit Zakavkazskou federaci, ale po její krátké existenci (kterou mimochodem žádný jiný stát neuznal) se každá členská země vydala svou cestou a gruzínští menševici tak 26. května 1918 vyhlásili nezávislou Gruzínskou demokratickou republiku. Gruzíncům se navzdory snaze okolních zemí válkou dobýt jejich území podařilo zkonsolidovat svou moc a udržet nově získanou nezávislost, zatímco sousední Rusko upadlo do krvavé občanské války. Menševikům se však přes úspěšně provedené reformy a podporu lidu nepodařilo stabilizovat ekonomiku země a vytvořit gruzínskou armádu takové úrovně, jakou potřebovala na obranu svého území, čehož později dokázali bolševici dokonale využít.

### Příprava invaze
Už od počátků Gruzínské demokratické republiky se gruzínští bolševici pokoušeli všelijak vyvolávat neklid ve společnosti a rozdmýchávat nepokoje ve venkovských oblastech nebo konflikty mezi Gruzínci a národnostními menšinami žijícími v Gruzii. Bolševici v celém Zakavkazsku podléhali řízení tzv. „Kavbyru“, které zřídil v únoru 1920 Ústřední výbor Komunistické strany Sovětského svazu. Kavbyru předsedal vlivný gruzínský bolševik Sergo Ordžonikidze se svým zástupcem Sergejem Kirovem. Kavbyro ihned začalo přípravy sovětizace Kavkazu, neboť na to byla vhodná doba. Právě probíhala válka v Turecku za nezávislost, která zaměstnávala západní mocnosti natolik, že byla pro bolševiky velká naděje, že se nikdo nebude plést do kavkazských záležitostí. Navíc vláda v Ankaře pod vedením Mustafy Kemala Atatürka se jevila jako ochotná spolupracovat s Moskvou, což by eventuálně mohlo přinutit Gruzii a Ázerbájdžán podvolit se sovětské moci a zároveň provádět vojenské operace proti Arménii. Sovětské vedení dovedlo z této situace dobře těžit a brzy vojensky obsadilo hlavní město Ázerbájdžánu Baku.
Z Baku potom Ordžonikidze, který pravděpodobně jednal na vlastní pěst, plánoval vojensky podpořit bolševický puč v Tbilisi, jenže ten se nezdařil a gruzínská armáda se přesunula k hranicím s Ázerbájdžánem a znemožnila Rudé armádě pokračovat v postupu dále na západ. Kromě toho Rudá armáda tou dobou utrpěla těžkou porážku ve válce s Polskem a sovětský vůdce Vladimir Iljič Lenin nařídil vyjednávat s Gruzií o míru. 7. května 1920 byla nakonec podepsána moskevská dohoda, ve které Moskva uznala nezávislost Gruzínské demokratické republiky a zavázala se k neútočení. Gruzie naopak musela zůstat neutrální zemí a legalizovat bolševickou stranu. I přes uzavřenou dohodu se sovětské vedení nevzdávalo plánu konečného ovládnutí celého Kavkazu. Navíc sovětské vedení nahlíželo na Gruzii díky její výhodné geopolitické poloze jako na předsunutou základnu západních mocností. Dalším důvodem, proč nechtěli bolševici moskevskou dohodu dodržet, byla i msta ruským menševikům, kteří z emigrace v západní Evropě šířili do Ruska protisovětskou propagandu a tu šlo v té době jen těžko umlčet.
Když skončila válka v Polsku a Rudá armáda porazila generála bílých Wrangela a ovládla Arménii, nastala pro sověty příznivá doba pro uskutečnění svých plánu k ovládnutí Kavkazu a k likvidaci posledního nezávislého kavkazského národa. Navíc Britové úplně stáhli z oblasti své jednotky, západ se přestal starat o dění na Kavkaze a nevypadal na to, že by chtěl Gruzii nějak vojensky vypomoci. V Moskvě však vojenská invaze do Gruzie neměla plnou podporu a řešení gruzínské otázky se setkalo s nesouhlasem mnoha bolševických vůdců. Jenže Stalin, tou dobou lidový komisař záležitostí národnostních menšin, který se v průběhu ruské občanské války vypracoval v jednoho z nejvlivnějších bolševiků, podporoval myšlenku svržení menševické vlády v Gruzii Rudou armádou a neustále přesvědčoval Lenina, aby k tomu dal souhlas. Lidový komisař obrany Lev Trockij s tím však nesouhlasil a trval na tom, že gruzínský lid musí jednoho dne svrhnout menševiky sám. Lenin, který od začátku ctil svou politiku práva na sebeurčení, zpočátku odmítal použít sílu, kvůli tomu, aby případnou gruzínskou revoluci Rusové pouze podporovali a ne jí řídili a prováděli. Pro mnoho bolševiků však bylo právo na sebeurčení čím dál tím víc politickým a diplomatickým fíglem, než reálným politickým programem, takže se více a více přikláněli k povolení invaze do Gruzie. V Gruzii, s níž měla sovětská moc čím dál tím horší vztahy, docházelo k častým příhraničním incidentům a mnoho bolševiků v Gruzii bylo zatčeno. Bolševici dále měli podezření, že Gruzínci sabotovali konvoje v Arménii a podporovali protibolševický ozbrojený odboj na severním Kavkazu. 14. února 1921 Lenin nakonec vydal souhlas s překročením rusko-gruzínské hranice Rudou armádou na pomoc údajnému „rolnicko-dělnickému povstání“ v Gruzii. Hned druhý den nato započala invaze, kterou Ordžonikidze už přes rok chystal.

## Invaze
Postup invaze do Gruzie byl původně naplánován podobně jako do Ázerbájdžánu a Arménie v roce 1920, kam vpadla Rudá armáda na území, kde místní bolševici vyvolali nepokoje mezi místním obyvatelstvem a jejich území pak nebylo těžké ovládnout. Tato taktika však v Gruzii nebyla moc účinná, neboť zde bolševici nebyli moc populární. V noci z 11. na 12. února 1921 provedli bolševici na Ordžonikidzeův podnět útok na malou vojenskou posádku ve vesnici Šulaveri v okrese Lorri poblíž gruzínsko-arménsko-ázerbájdžánské hranice. Arménská složka Rudé armády, aniž by dostala nějaký příkaz z velení, rychle přispěchala bolševikům na pomoc. Gruzínská vláda ostře odsoudila tuto sovětskou akci, ale sovětský velvyslanec odmítl jakoukoliv ruskou účast v tomto incidentu a označil za viníky arménské komunisty jednající na vlastní pěst. Jeho slova však vyvrátili gruzínští bolševici založením tzv.Gruzínský revoluční výbor (Revkom) v Šulaveri, který měl postupně přebrat moc nad Gruzií. Revkom, kterému předsedal gruzínský bolševik Filipp Macharadze, formálně požádal Moskvu o „pomoc“.
Další incident se stal v Dušeti a v Jižní Osetii, kde vypukly nepokoje, protože místním osetinským obyvatelům nebyla gruzínskou vládou udělena autonomie, o kterou žádali (viz Gruzínsko-osetinský konflikt (1918–1920)). Gruzínci zde sice dokázali znovu nastolit pořádek, ale ruská invaze byla již připravena a Lenin ji na nátlak Stalina a Ordžonikidzeho 14. února na zasedání Ústředního výboru komunistické strany odsouhlasil. Toto Leninovo rozhodnutí se však setkalo s odporem u polského komunisty Karla Radka a proti by byl bezpochyby i Lev Trockij, který však tou dobou byl pracovně na Uralu a tohoto hlasování se nezúčastnil. Když se Trockij dověděl o invazi do Gruzie a o roli, kterou při jejím schvalování sehrál Stalin s Ordžonikidzem, byl velmi rozzuřen a žádal neúspěšně o vytvoření stranické vyšetřovací komise. Nakonec byl nucen se s tím smířit a sám ještě nakonec invazi obhajoval

### Bitva o Tbilisi
16. února ráno jednotky 11. armády pod velením Anatolije Gekkera překročily hranici Gruzie z jihu a započaly tzv. „operaci Tiflis“. Jejím cílem bylo obsadit gruzínskou metropoli Tbilisi. První bitva se odehrála na řece Chrami, kde gruzínská vojska pod velením generála Štěpána Achmeteliho utrpěla těžkou porážku. Gruzínci se stáhli směrem k hlavnímu městu a na západ a na rozkaz generála Culukidzeho vyhodili do vzduchu železniční mosty a silnice, aby zpomalili postup Rudé armády. Zároveň však Rudá armáda vtrhnula do Gruzie i ze severu přes Darialský a Mamisonský průsmyk a ze západu podél černomořského pobřeží směrem k Suchumi. Mezitím sovětský lidový komisař zahraničí vypustil do světa stanoviska, kterými popíral jakékoliv akce Rudé armády na území Gruzie a vyjadřoval ochotu zprostředkovat řešení „rozepří“, které se rozhořely v Gruzii.
17. února postoupila pěchota a jízda Rudé armády, i díky podpoře letectva, směrem ku Tbilisi na méně než 15 km z jihozápadní strany. Gruzínská armáda však nedávala svou kůži lacino a v širokém okolí Tbilisi se rozhořely urputné boje, kterými se povedlo zdržet postup rudoarmějců, kteří měli zdrcující převahu, o celý týden. Mezi 18. a 20. únorem Gruzínci a rudoarmějci bojovali o strategické pevnosti Kodžori a Tabachmela, až se nakonec Gruzíncům pod vedením generála Mazniašviliho podařilo zasadit rudoarmějcům drtivou ránu a zahnat je na ústup. Rudá armáda se ale rychle přeskupila a začala obkličovat gruzínské hlavní město. 23. února Rusové obnovili zničené železniční mosty a rudoarmějci byli posíleni o těžkou techniku (tanky, obrněné vlaky) a zaútočili znovu na Tbilisi. Zatímco obrněné vlaky bránily Gruzíncům pálit, tanky s pěchotou pronikly gruzínskými pozicemi na Kodžori. 24. února gruzínský nejvyšší velitel Giorgi Kvinitadze vycítil nevyhnutelné a nařídil ústup, aby zabránil úplnému obklíčení své armády v Tbilisi a případnému zničení města. Gruzínská vláda a Ústavodárné shromáždění (parlament) se přesunuly do Kutaisi, které bylo zatím boji nezasaženo.
25. února Rudá armáda vstoupila vítězně do Tbilisi a celé město bylo svědkem rozsáhlého rabování. Revkom, nyní řízený Mamijou Orachelašvilim a Šalvou Eliavou, se přestěhoval do Tbilisi a vyhlásil svržení menševické vlády, rozpuštění gruzínské armády a lidové gardy. Dále vyhlásil vznik Gruzínské sovětské socialistické republiky.

### Operace Kutaisi
Gruzínští velitelé po pádu Tbilisi soustředili vojska v nedaleké Mcchetě, aby zaujmula nové obranné postavení a zabránila postupu Rudé armády dále na západ. Pád hlavního města ale Gruzínce silně poznamenal na morálce a ti nakonec opustili své posty v Mcchetě bez boje. Gruzínská armáda se s ústupem na západ začala rozpadat, tříštit (některé jednotky ustoupily na západ, jiné do hor) a chyběla jí organizace. Ale i přes to dokázala v kritických chvílích vzdorovat ruským silám. Díky tomu trval rudoarmějcům postup přes všechna východogruzínská města dlouhé dva týdny a gruzínská armáda vytrvala v protibolševickém odporu až do roku 1924.
Menševici zatím doufali v pomoc francouzského námořnictva, které se přibližovalo ke gruzínským břehům. 28. února Francouzi dokonce spustili palbu na ruskou 9. armádu vedenou V. Černiševem, která bojovala na pobřeží, ale nevylodili se. Gruzíncům se zatím podařilo znovu dobýt některé přímořské oblasti, například Gagru, ale jejich úspěch byl jen dočasný. Místní abchazská domobrana Kyaraz se totiž přidala k ruským vojákům a ti 1. března znovu dobyli Gagru, dále 3. března Nový Athos a 4. března Suchumi. Rudá armáda pak postupovala dále směrem na východ, 9. března ovládla Zugdidi a 14. března černomořský přístav Poti.
Snaha Gruzínců ubránit Kutaisi co nejdéle, jak bylo původně v plánu, však byla brzy zmařená překvapivým příchodem ruských výsadkářů ze severního Kavkazu, kteří překročili zdánlivě neprostupný Mamisonský průsmyk, plný hlubokých sněhových závějí, a pokračovali údolím řeky Rioni směrem k městu. Po krvavé bitvě u Surami 5. března překročila 11. armáda pohoří Lichi a dostala se také do západní Gruzie. 10. března vstoupila Rudá armáda do Kutaisi, kterou menševická vláda, armáda i lidová garda už dávno opustila a stáhla se do klíčového přístavu Batumi v jihozápadní Gruzii. Velká část gruzínské armády se stáhla do hor a pokračovala v boji s bolševiky.

### Sovětsko-turecká krize

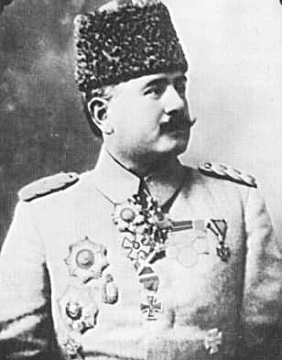
Kazim Karabekir Paša

23. února, tedy týden po začátku invaze Rudé armády do Gruzie, Kazım Karabekir, turecký vojenský velitel v západní Arménii, využil gruzínské slabosti a předložil gruzínské vládě ultimátum, ve kterém požadoval stažení gruzínců z provincií Ardahan a Artvin, které tehdy byly součástí Gruzie (ale dnes již patří Turecku). Gruzínští menševici, kteří se cítili naprosto obklíčeni, museli na ultimátum přistoupit, a území přešlo pod kontrolu turecké armády. Turci se tak dostali nebezpečně blízko k stále ještě gruzínskému Batumi. K němu se zároveň přibližovala rudoarmějská 18. jízdní divize pod vedením Dmitrije Žloby a hrozil otevřený střet mezi tureckou a sovětskou armádou. Menševici si této situace byli dobře vědomi a opustili Kutaisi. 7. března uzavřeli s Karabekirem ústní dohodu o pobytu tureckých vojsk v Batumi, zatímco menševici si měli ponechat civilní záležitosti. 8. března turecká armáda vstoupila do města a zaujmula obranné pozice v jeho okolí. To nakonec vedlo k sovětsko-turecké krizi. Sovětský lidový komisař zahraničí Georgij Čičerin předal protestní nótu tureckému velvyslanci a ten odpověděl, že Turci pouze chrání místní muslimskou populaci, kterou ohrožují jednotky Rudé armády.
Tou dobou měla Rudá armáda i přes vojenský úspěch na Kavkaze dost nejistou pozici. Arméni sloužící v Rudé armádě totiž opustili své posty a přidali se k arménským protibolševickým povstalcům a 18. února dobyli Jerevan. Úspěchy proti bolševikům zaznamenali také povstalci v Dagestánu. Leninovi bylo jasné, že konfrontace s tureckou armádou by situaci na Kavkaze ještě více zkomplikovalo, tak se snažil ukončit gruzínskou válku co možná nejdříve a pokoušel se vyjednávat. 8. března byl učiněn pokus se s gruzínskými menševiky dohodnout na koaliční vládě Gruzínské SSR, ale menševici odmítli.
Turci 16. března oznámili, že chtějí anektovat Batumi a Adžarii, takže gruzínská menševická vláda byla nucena si vybrat. Britové ani Francouzi jim nepomohli a s jejich pomocí nebylo možné nadále počítat, protože francouzské námořnictvo odmítlo vyslat expediční vojska a jednotky britského námořnictva v Batumi dostaly jasný rozkaz nezasahovat. Navíc téhož dne podepsala Velká Británie se sovětskou vládou obchodní smlouvu se závazkem, že Britové nebudou nijak podporovat protisovětský odboj na území bývalého Ruského impéria. Tou dobou byla podepsána i dohoda mezi Turky a sověty o bratrství, která přiřknula Ardahan a Artvin definitivně Turecku a Adžarie měla zůstat sovětské Gruzii. Turci se však nehodlali z Batumi jen tak stáhnout a trvali na anexi Adžarie, takže turecká okupace Batumi nadále trvala v rozporu s uzavřenou dohodou. Menševici si tedy zvolili vyjednávání s Revkomem a smířili se s bolševickou vládu v Batumi; nechtěli, aby Gruzie navždy ztratila toto město. Menševický ministr obrany Grigol Lordkipanidze odcestoval do Kutaisi, aby se tam setkal se zplnomocněným zástupcem Revkomu Avelem Enukidzem. 17. března 1921 se oba dohodli na podmínkách příměří a ukončili tak tuto válku. 18. března ke smlouvě připojili dodatek, kterým menševici umožnili nerušený příchod Rudé armády do Batumi.

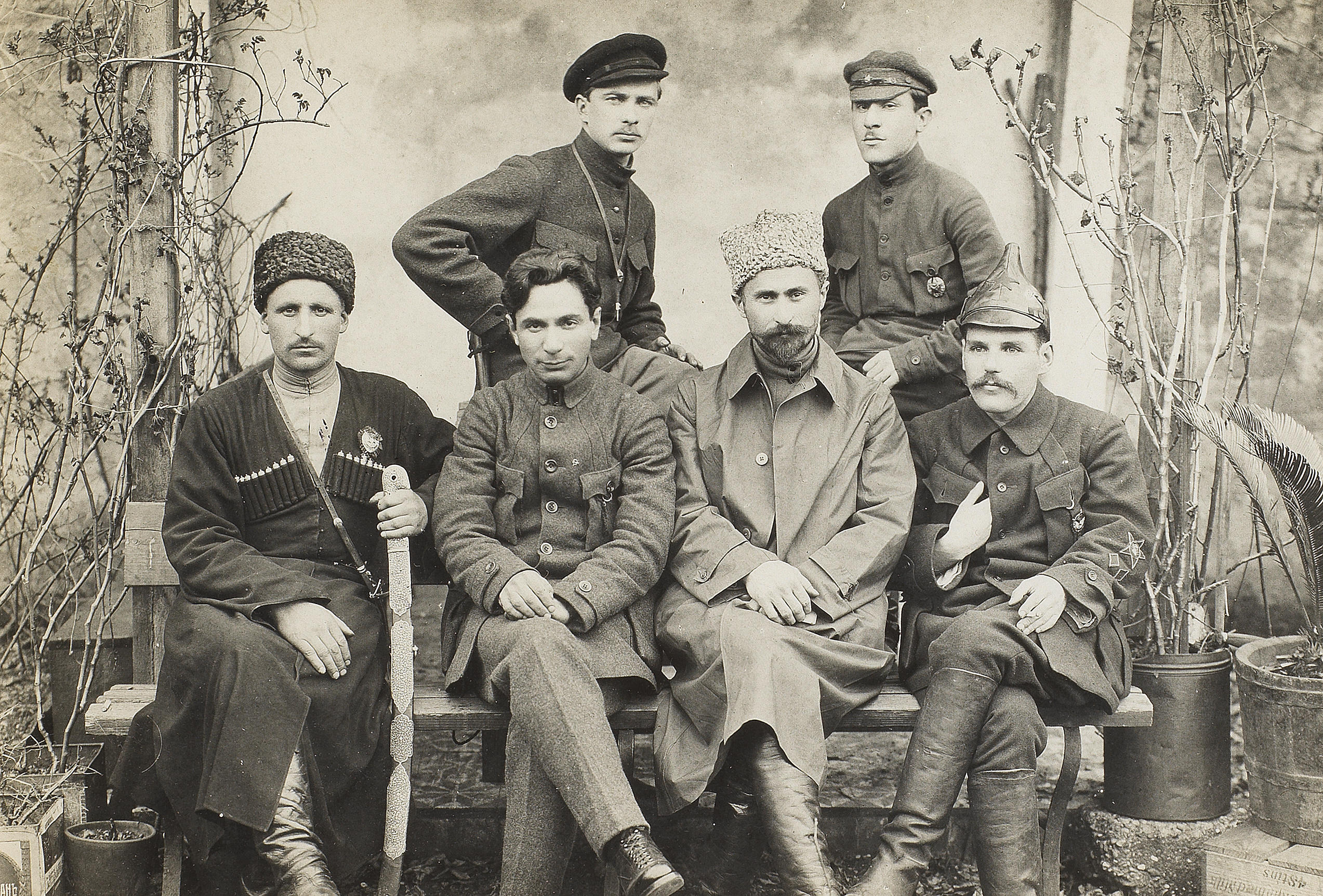
Velitelé Rudé armády v Batumi

Když probíhalo v Moskvě další jednání mezi Tureckem a sověty, tak mírová smlouva mezi menševiky a bolševiky umožnila jednat Rudé armádě bez obav, ale několik tisíc zbývajících gruzínských vojáků, kteří byli schovaní v horách okolo Batumi, se muselo chystat na poslední bitvu – o město. 18. března tito gruzínští vojáci napadli turecké vojáky v ulicích Batumi a rozhořely se urputné a krvavé boje. Zatímco Turci měli plné ruce práce s gruzínskými vojáky, gruzínští menševičtí politici a jejich rodiny se nalodili na italskou loď z flotily Regia Marina a nechali se odvézt k francouzským válečným lodím v Černém moři, které je odvezly do exilu ve Francii. Mezitím v Batumi se zbylým gruzínským vojákům v těžkých pouličních bojích nakonec podařilo takřka zlikvidovat tureckou posádku. Bitva skončila 19. března 1921 a gruzínský velitel Mazniašvili se s celým městem vzdal Revkomu. Žlobovova kavalérie pak vstoupila do města a posílila jeho obranu před Turky.
Tyto krvavé události v Batumi zmrazily sovětsko-turecké vyjednávání až do 26. září 1921. Toho dne se uskutečnilo mírové jednání ve východotureckém Karsu mezi Turky a sověty, v jejichž řadách nechyběli zástupci Gruzínské SSR, Arménské SSR a Ázerbájdžánské SSR. 13. října byla podepsána „Karská smlouva“. Podle této smlouvy, která potvrzovala téměř vše z předchozí Moskevské dohody z března, tedy že Ardahan a Artvin a nově i Kars připadnou Turecku, zatímco Batumi s Adžarií zůstane součástí Gruzie s podmínkou, že bude zřízená Adžarská autonomní republika, která by měla chránit místní muslimské obyvatelstvo.

## Následky konfliktu
Jak bylo uvedeno výše, gruzínská armáda se při ústupu od hlavního města směrem na západ rozpadala na neorganizované oddíly, které vytrvaly v protibolševickém odboji i přes to, že menševická vláda dávno emigrovala ze země a regulérní gruzínská armáda byla rozpuštěna. Nové bolševické vedení zpočátku nabízelo svým menševickým oponentům, kteří se rozhodli v Gruzii zůstat, vcelku mírné podmínky. Svou roli sehrálo i to, že obyvatelstvo bylo převážně protibolševicky naladěno a bolševici to dobře věděli. V roce 1922 se ale ke slovu dostali zastánci tvrdého postupu sovětizace Kavkazu, kteří prosazovali centralizaci moci, jako byl Felix Edmundovič Dzeržinskij, Stalin a Sergo Ordžonikidze. Ti se dostali do otevřeného konfliktu s umírněnějšími bolševiky známého jako Gruzínský případ, jehož následky poznamenali vztah mezi Stalinem a Lvem Trockým a dokonce se k tomu vyjádřil i Lenin.
Svět většinou ignoroval výše uvedené události v Gruzii. 27. března 1921 vyzvali emigrující gruzínští menševici v Istanbulu všechny sociálně demokratické a dělnické strany ve světě, aby odsoudily sovětskou invazi. Výzva se však i přes otisknutí v předních západních novinách setkala jen s malou odezvou. Pouze Brit Oliver Wardrop, který s menševiky sympatizoval, se pokoušel aktivněji zasadit o prosazení osvobození Gruzie, ale ani ten neuspěl.
V Gruzii samotné ozbrojený protibolševický odpor, v kterém se vyznamenal například Kakuca Čolokašvili, společně s odporem gruzínské inteligence přerostl v srpnové povstání v roce 1924, které se ale nezdařilo. Vysoký důstojník Čeky Lavrentij Berija poté zosnoval teror a represe, kterým paralyzoval gruzínskou společnost a vyhladil veškeré známky aktivního protisovětského odboje. Na deset tisíc lidí, převážně z řad gruzínské šlechty a inteligence, bylo popraveno a přes 20 tisíc Gruzínců bylo vypovězeno na Sibiř.
V Sovětském svazu se pak o událostech v Gruzii z roku 1921 oficiálně mluvilo jako o „rolnicko-dělnické revoluci“, kterým přišla Rudá armáda na pomoc. Většina skutečných motivů pro obsazení Gruzie silou zůstala obyvatelům (dokonce i historikům) neznáma a dokumenty z let 1921-4 zůstaly zamčené ve státním archivu Specchran, kam měli historici omezený přístup. Až v 80. letech 20. století, během politiky Glasnosť, došlo k prvním revizím popisu událostí z dob raného Sovětského svazu zásluhou historika Akakiho Surguladzeho. Pod tlakem veřejnosti pak v roce 1989 Prezídium nejvyššího sovětu Gruzínské SSR vytvořilo speciální komisi, která měla podrobně vyšetřit všechny události z roku 1921. Komise došla k závěru, že vpád Rudé armády do Gruzie byla z právního hlediska vojenská intervence a okupace území za účelem svržení stávající (menševické) vlády. Na mimořádném zasedání Nejvyššího sovětu Gruzínské SSR 26. května 1990 bylo oficiálně prohlášeno, že sovětizace Gruzie byla od začátku okupací sovětským Ruskem.